# Phylloscopus sindianus
Phylloscopus sindianus là một loài chim trong họ Phylloscopidae.